# HTC Evo Design
HTC EVO Design是宏達國際電子股份有限公司（HTC）在2012年推出的一款可支援WiMAX系統的Android 2.3智慧手機。

## 基本資訊
- 頻率系統GSM1800,GSM1900,GSM850,GSM900,WCDMA,HSDPA,HSUPA
- WIMAX
- 內建相機畫素500萬畫素
- 鈴聲種類AAC,AMR,MIDI,WAV,WMA,MP3
- ROM/內建儲存空間4GB
- RAM記憶體768MB

## 影音資訊
- 感光元件CMOS
- 錄影格式MPEG4,3GP
- 影片播放格式AVI,Xvid,3GP,MPEG4,3G2,WMV
- 視訊鏡頭(3G)130萬畫素s

## 螢幕資訊
- 主螢幕色彩1600萬色
- 主螢幕尺寸4.0吋
- 主螢幕解析度960*540 pixel
- 上網方式3G / WCDMA,EDGE,GPRS,Wi-Fi / WLAN,WIMAX,3.5G / HSDPA

## 機身資訊
- 機身長度122.5mm
- 機身寬度61.9mm
- 機身厚度11.98mm
- 機身重量148g
- 通話時間(最大)7.83小時
- 待機時間(最大)15.41天
- 電池容量1520mAh
- WCDMA通話時間(最大)7.16HR
- WCDMA待機時間(最大)16.66天